# Hogna ventrilineata
Hogna ventrilineata är en spindelart som beskrevs av Lodovico di Caporiacco 1954. Hogna ventrilineata ingår i släktet Hogna och familjen vargspindlar.
Artens utbredningsområde är Franska Guyana. Inga underarter finns listade i Catalogue of Life.